# Ащебутак (Соль-Ілецький міський округ)
Ащебута́к (рос. Ащебутак) — село у складі Соль-Ілецького міського округу Оренбурзької області, Росія.
Стара назва — Ащибутак.

## Населення
Населення — 700 осіб (2010; 638 у 2002).
Національний склад (станом на 2002 рік):
- казахи — 40 %
- росіяни — 35 %